# 珍妮弗·瓦伦特
珍妮弗·玛丽·瓦伦特（英語：Jennifer Marie Valente，1994年12月24日—）是美国职业场地自行车运动员，来自加利福尼亚州圣迭戈，曾就读于科罗拉多大学斯普林斯分校。她蝉联了2020年和2024年场地自行车个人全能金牌，还获得了2024年巴黎奥运会团体追逐金牌。她一共赢得十七块世锦赛奖牌包括七枚金牌，此外还赢得了五枚奥运会奖牌，是美国女子自行车运动员中最多的。

## 运动生涯
珍妮弗·瓦伦特在加利福尼亚州圣迭戈长大，受到父亲对自行车热爱的影响，瓦伦特在13岁时开始从事自行车运动，和她的兄弟们一起练习。她在青年时期12次获得全国冠军，并获得一枚青年世锦赛金牌。在2011年和2012年UCI世界青少年场地自行车锦标赛上，她获得了三枚奖牌，包括一枚捕捉赛金牌和两枚凯林赛铜牌
。在个人追逐赛中，她在2015年世界场地自行车锦标赛上获得了银牌。在团体追逐赛中，她赢得了三枚世界场地自行车锦标赛金牌和2016年奥运会银牌。
2021年6月，她获得代表美国参加2020年东京奥运会的资格。她在不被看好的情况下获得女子个人全能赛金牌，击败了上届世锦赛冠军日本选手梶原悠未。这是美国队首枚女子场地自行车奥运金牌。
在2023年世界场地自行车锦标赛上，瓦伦特成为历史上获得世界锦标赛奖牌最多的美国场地自行车选手，总计获得17枚奖牌，超过了前纪录保持者莎拉·哈默尔的15枚。
2024年8月，瓦伦特先赢得了美国历史上首枚团体追逐赛金牌，又在奥运会最后一天卫冕了女子个人全能赛金牌。在2020年和2024年奥运会上，女子全能赛都是所有比赛中最后确定奖牌归属的项目之一。因此，她的金牌帮助美国队在东京和巴黎的奖牌榜上以微弱优势超越了中国队。